# پارک ملی بوکیت بریسان
پارک ملی بوکیت بریسان (به لاتین: Bukit Barisan Selatan National Park) یک پارک ملی در اندونزی است که در سوماترا واقع شده‌است.